# Andreas Stumptner
Andreas Stumptner (* in München) ist ein deutscher Journalist.

## Berufliche Laufbahn
Stumptner begann seine journalistische Laufbahn beim „BRK Echo“ des Bayerischen Roten Kreuzes (BRK). Nach mehreren Praktika wechselte er 1995 zum Entertainment Media Verlag (EMV) in die Redaktion der Fachzeitschrift Entertainment Markt. Im Jahr 2003 stieg der Fachredakteur zum Redaktionsleiter für den Home-Entertainment-Bereich auf. Ab 2004 zeichnete Stumptner im EMV als stellv. Chefredakteur, ab 2006 schließlich als Chefredakteur für die Fachzeitschriften VideoMarkt und VideoWoche, deren Channels im Onlinefachdienst mediabiz.de sowie Sonderhefte wie High Definition, DVD Entertainment, Duplication & more und Store & more verantwortlich.
Von 2000 bis 2008 organisierte Stumptner den alljährlichen EMV-Branchenkongress Video Entertainment (ehemals DVD Entertainment) sowie die Preisverleihung Video Night (ehemals DVD Night) in München maßgeblich mit.
Im Dezember 2008 wechselte er zum Verlag WEKA Media Publishing nach Poing bei München. Dort leitet Stumptner als Chefredakteur das Home-Entertainment-Testmagazin video und seit 2010 das Fachmagazin für Heimvernetzung, Connected Home. Seit 2011 fungiert Stumptner außerdem als Bereichsleiter Unterhaltungselektronik und ist damit neben video und Connected Home auch für die Hifi-Titel Audio und stereoplay verantwortlich.